# Sorbiers (Loire)
Sorbiers település Franciaországban, Loire megyében. Lakosainak száma 8071 fő (2022. január 1.). Sorbiers Fontanès, Saint-Chamond, Saint-Christo-en-Jarez, Saint-Héand, Saint-Jean-Bonnefonds, La Talaudière és La Tour-en-Jarez községekkel határos.

## Népesség
A település népessége az elmúlt években az alábbi módon változott:
| Lakosok száma | 3648 | 6424 | 7101 | 7556 | 7937 | 8083 | 7933 | 7874 | 8009 | 8071 |
|               | 1968 | 1982 | 1990 | 2006 | 2013 | 2015 | 2017 | 2019 | 2020 | 2022 |